# Devil's Third
 (septembre 2015).
Si vous disposez d'ouvrages ou d'articles de référence ou si vous connaissez des sites web de qualité traitant du thème abordé ici, merci de compléter l'article en donnant les références utiles à sa vérifiabilité et en les liant à la section « Notes et références ».
Devil's Third (デビルズサード, Debiruzu Sādo) est un jeu vidéo d'action-aventure développé par Valhalla Game Studios sur Wii U et Microsoft Windows (cette version n'étant qu'un jeu multijoueur). La version Wii U est sortie au Japon le 4 août 2015, en Europe le 28 août 2015, en Australie le 29 août 2015, et en Amérique du Nord le 11 décembre 2015. La version Microsoft Windows est sorti à la fin de 2015.